# دون وايتهيد
دون وايتهيد (بالإنجليزية: Don Whitehead)‏ هو صحفي أمريكي، ولد في 8 أبريل 1908، وتوفي في 12 يناير 1981.